# Karaté en Iran
Sur le plan international, l'Iran est l'un des pays d'Asie qui réussit le mieux en karaté, notamment depuis quelques années aux championnats du monde.

## Résultats internationaux

### Championnats du monde de karaté
|      | Compétition                    | Compétition                    | Compétition                    | Médailles | Médailles | Médailles | Médailles |
| Rang | Année                          | Ville hôte                     | Pays hôte                      | Or        | Argent    | Bronze    | Total     |
| ---- | ------------------------------ | ------------------------------ | ------------------------------ | --------- | --------- | --------- | --------- |
| —    | 1970                           | Tōkyō                          | Japon                          | 0         | 0         | 0         | 0         |
| —    | 1972                           | Paris                          | France                         | 0         | 0         | 0         | 0         |
| —    | 1975                           | Long Beach                     | États-Unis                     | 0         | 0         | 0         | 0         |
| 4    | 1977                           | Tōkyō                          | Japon                          | 0         | 0         | 1         | 1         |
| —    | 1980                           | Madrid                         | Espagne                        | 0         | 0         | 0         | 0         |
| —    | 1982                           | Taipei                         | Taipei chinois                 | 0         | 0         | 0         | 0         |
| —    | 1984                           | Maastricht                     | Pays-Bas                       | 0         | 0         | 0         | 0         |
| —    | 1986                           | Sydney                         | Australie                      | 0         | 0         | 0         | 0         |
| —    | 1988                           | Le Caire                       | Égypte                         | 0         | 0         | 0         | 0         |
| —    | 1990                           | Mexico                         | Mexique                        | 0         | 0         | 0         | 0         |
| —    | 1992                           | Grenade                        | Espagne                        | 0         | 0         | 0         | 0         |
| 14   | 1994                           | Kota Kinabalu                  | Malaisie                       | 0         | 0         | 1         | 1         |
| 7    | 1996                           | Sun City                       | Afrique du Sud                 | 1         | 0         | 0         | 1         |
| 10   | 1998                           | Rio de Janeiro                 | Brésil                         | 0         | 1         | 1         | 2         |
| 10   | 2000                           | Munich                         | Allemagne                      | 0         | 0         | 3         | 3         |
| 10   | 2002                           | Madrid                         | Espagne                        | 0         | 1         | 3         | 4         |
| 14   | 2004                           | Monterrey                      | Mexique                        | 0         | 1         | 1         | 2         |
| 5    | 2006                           | Tampere                        | Finlande                       | 2         | 0         | 2         | 4         |
| 20   | 2008                           | Tōkyō                          | Japon                          | 0         | 0         | 1         | 1         |
| 16   | 2010                           | Belgrade                       | Serbie                         | 0         | 1         | 0         | 1         |
| ?    | Toutes compétitions confondues | Toutes compétitions confondues | Toutes compétitions confondues | 3         | 4         | 13        | 20        |